# ویلیام لوستیگ
ویلیام لوستیگ (انگلیسی: William Lustig؛ زادهٔ ۱ فوریهٔ ۱۹۵۵) یک کارگردان، و تهیه‌کننده اهل ایالات متحده آمریکا است.

## آثار کارگردانی
- مجنون (۱۹۸۰)
- پارتیزان (۱۹۸۲)
- پلیس دیوانه (۱۹۸۸)
- فهرست مرگ (۱۹۸۹)
- بی‌امان (۱۹۸۹)
- پلیس دیوانه ۲ (۱۹۹۰)
- پلیس دیوانه ۳ (۱۹۹۳)
- متخصص (۱۹۹۵)
- عمو سام (۱۹۹۶)